# Kronskål
Kronskål (Sarcosphaera coronaria) är en svampart som först beskrevs av Nikolaus Joseph von Jacquin, och fick sitt nu gällande vetenskapliga namn av Joseph Schröter 1893. Kronskål ingår i släktet Sarcosphaera och familjen Pezizaceae. Arten är reproducerande i Sverige. Inga underarter finns listade i Catalogue of Life.

## Källor

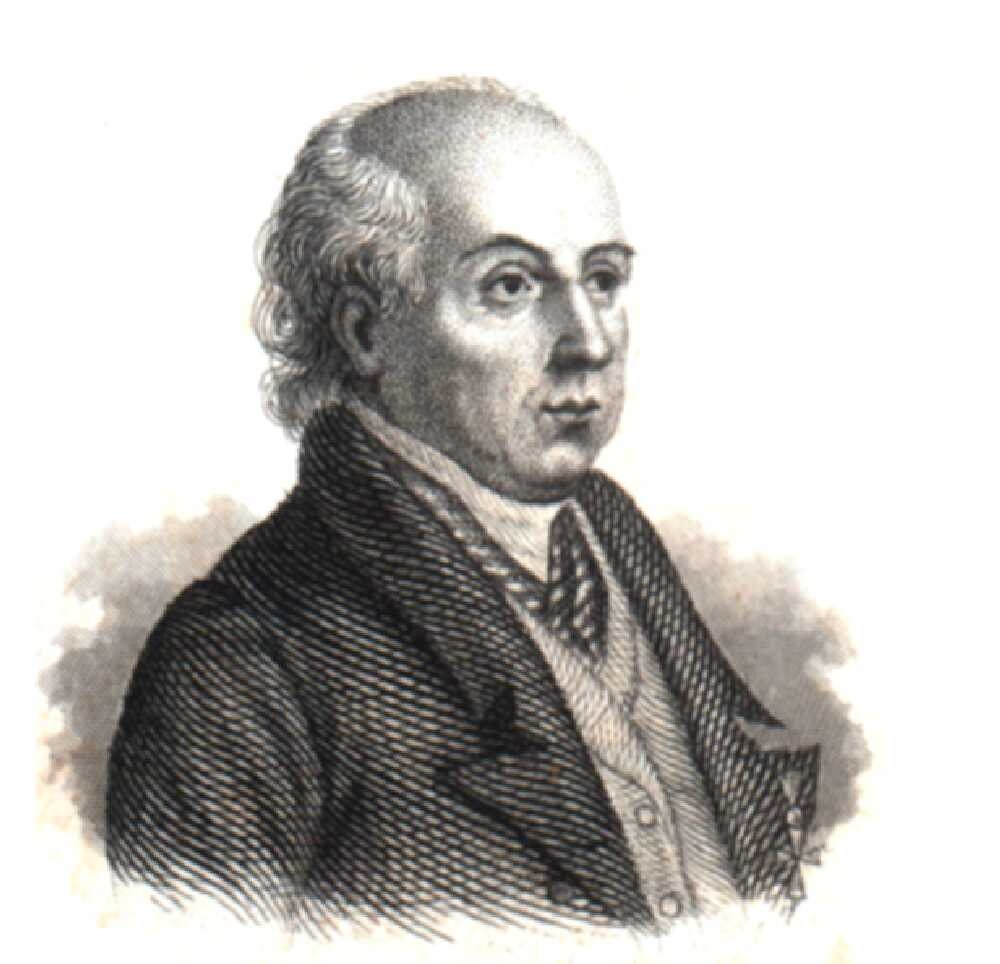
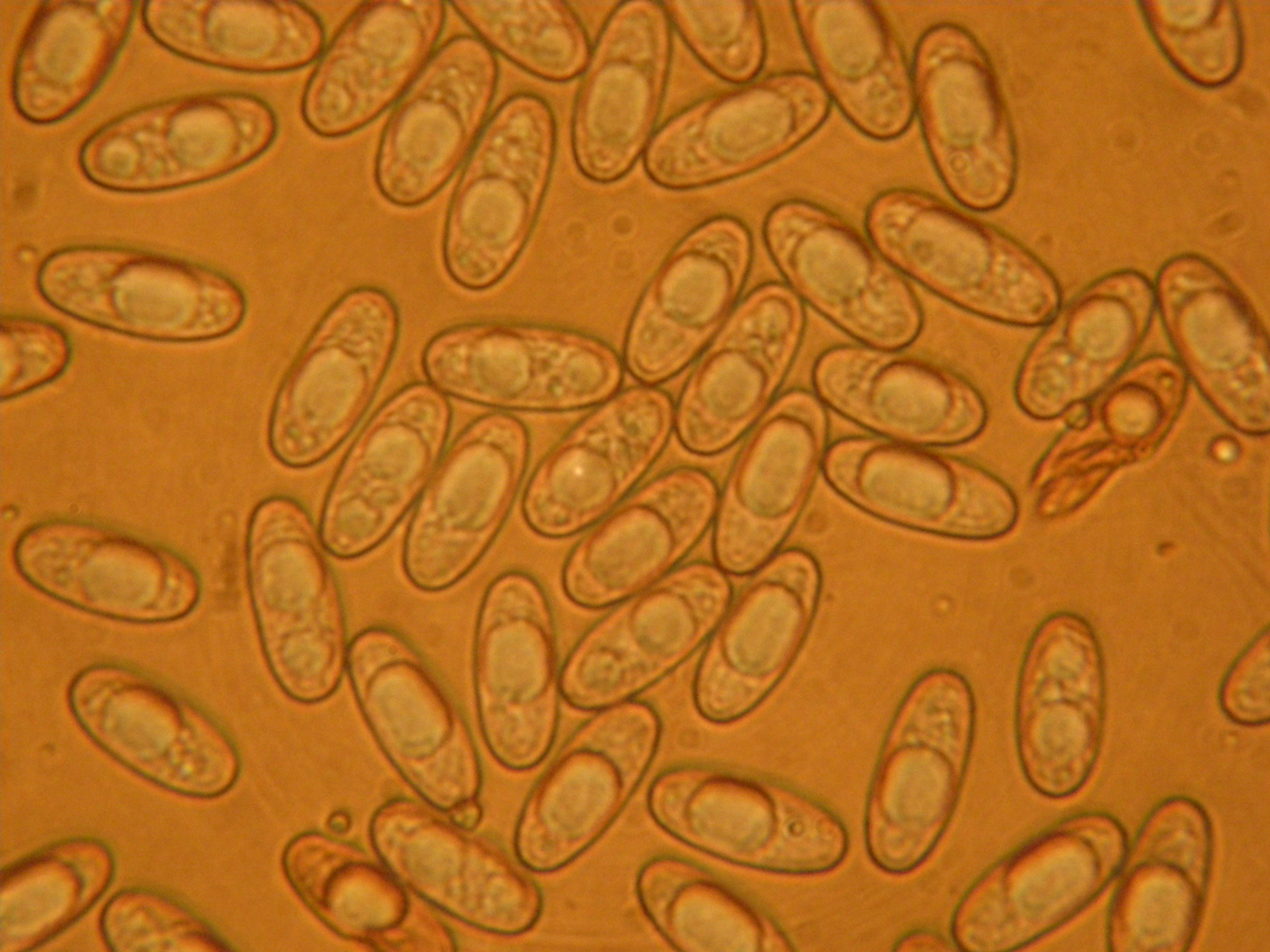
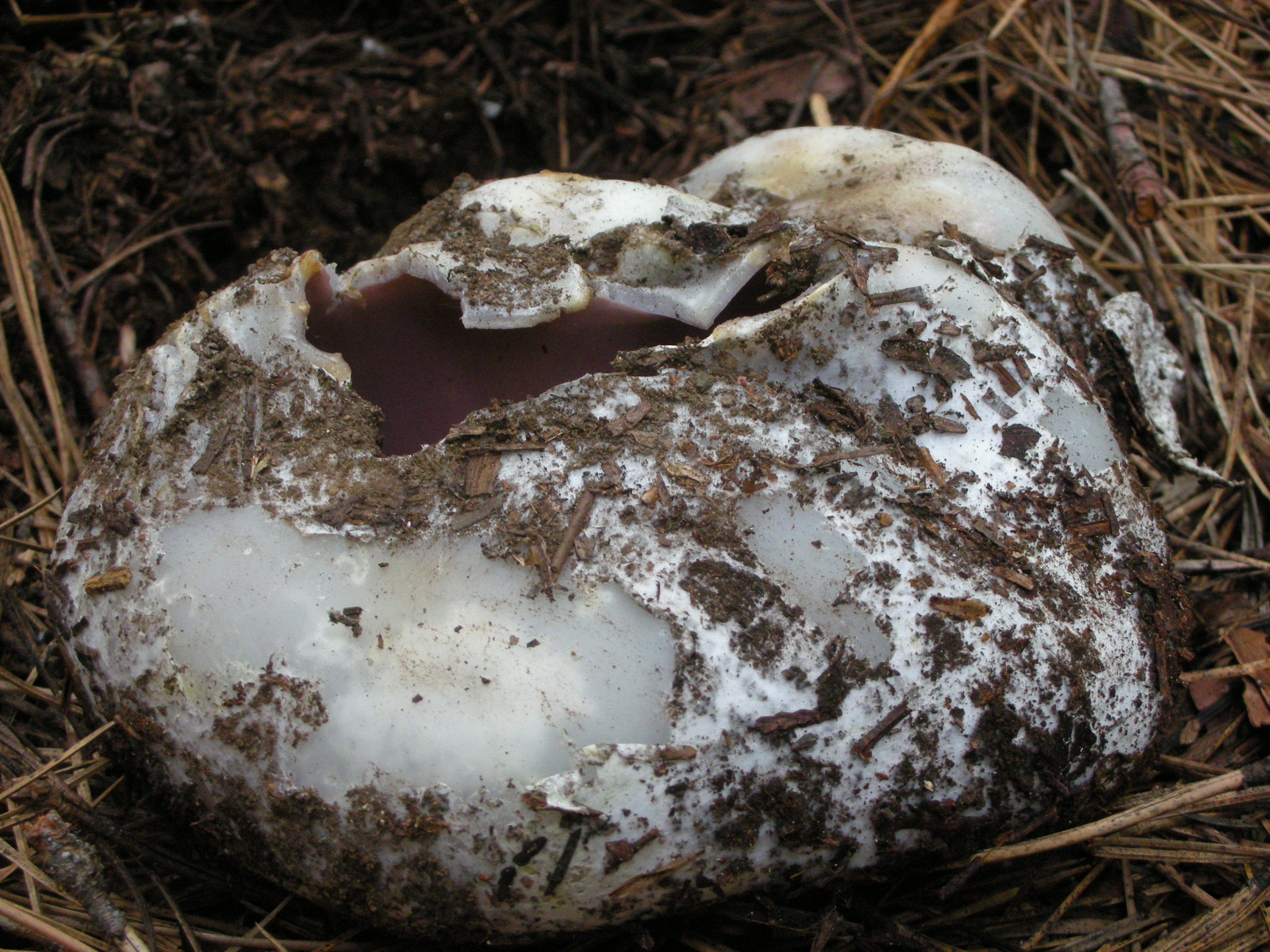
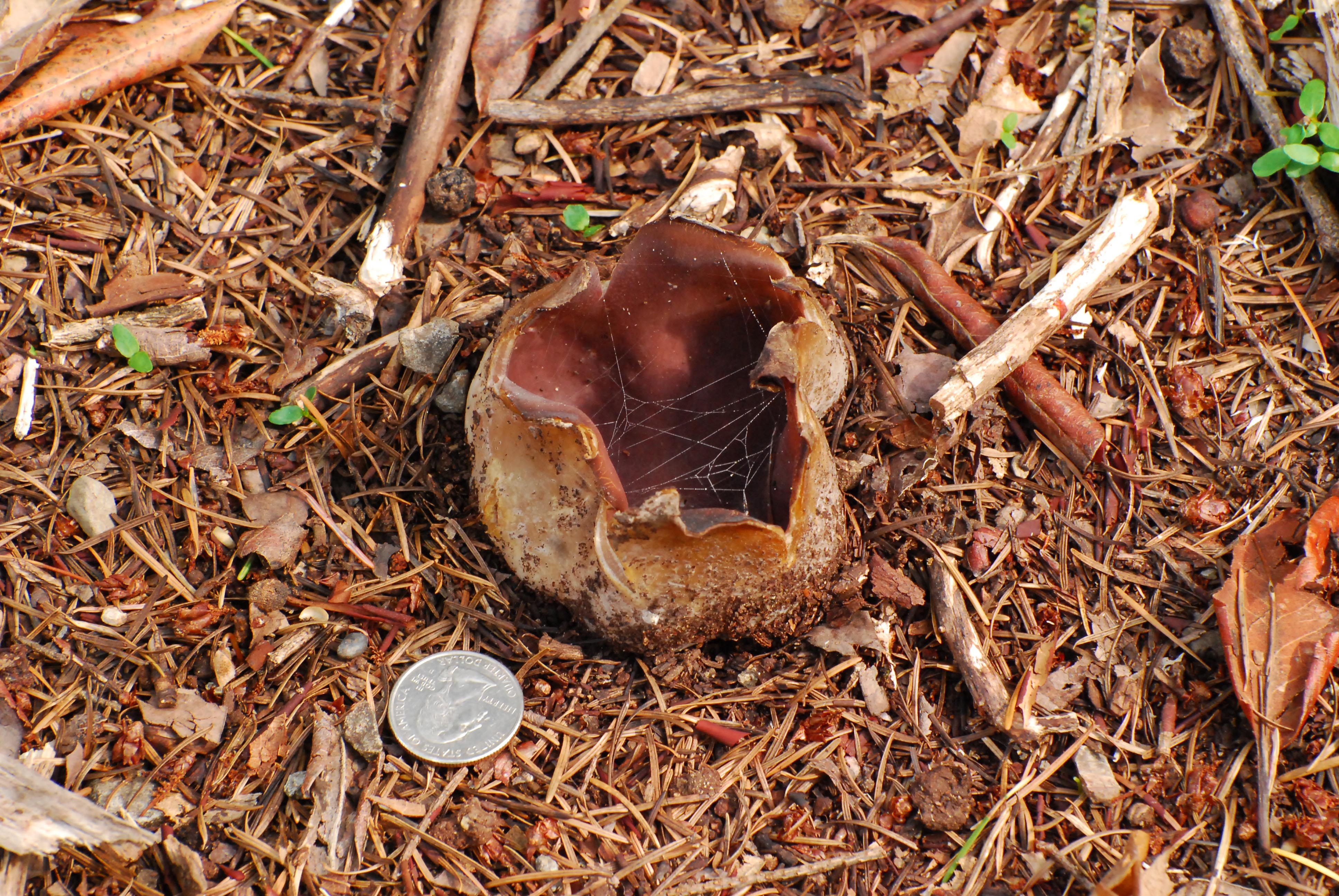
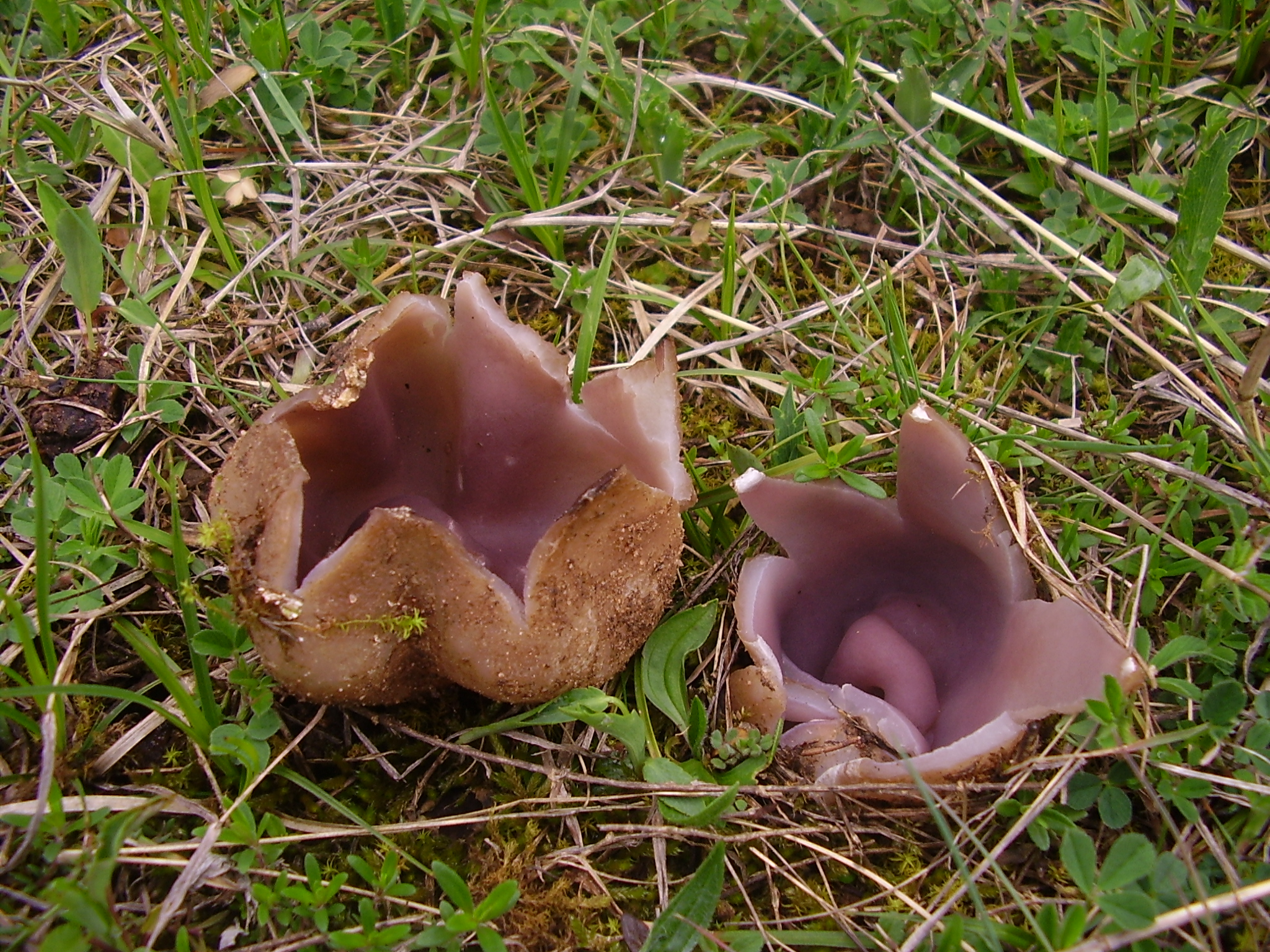